# جیمز کریگ (هنرپیشه)
جیمز کریگ (انگلیسی: James Henry Meador؛ ۴ فوریهٔ ۱۹۱۲ – ۲۸ ژوئن ۱۹۸۵) یک هنرپیشه اهل ایالات متحده آمریکا بود.

## فیلم‌شناسی
- کیتی فویل (۱۹۴۰)
- نوار (فیلم ۱۹۵۱) (۱۹۵۱)
- سایکلاپس (فیلم) (۱۹۵۷ )
- ونوس مگس‌خوار (فیلم) (۱۹۷۰)
- پاگنده (فیلم ۱۹۷۰) (۱۹۷۰)
- کمدی انسانی (فیلم ۱۹۴۳) (۱۹۴۳)
- شیطان و دنیل وبستر (فیلم) (۱۹۴۱)